# 朴永禄
朴 永禄（パク・ヨンノク、朝鮮語: 박영록/朴永祿、1922年3月25日 - 2019年5月22日）は、大韓民国の政治家、ジャーナリスト。第11代江原道知事、第6・7・9・10代韓国国会議員。本貫は江陵朴氏。

## 経歴
日本統治時代の江原道高城郡出身。高麗大学校経営大学院修了。江原日報記者を経て38歳のとき、1960年12月29日から1961年5月24日まで第11代江原道知事を務めた。民主党でスポークスパーソンを務め、同党、民衆党、新民党江原道党委員長、新民党政務委員、政治訓練院長、中央常務委員長、副総裁、平民党副総裁、統一民主党総裁代行、民主統一促進会議長、全国民族社会団体総連合会総裁、社団法人汎民族和合統一運動本部総裁、一松亭聖域化記念事業会総裁、世界平和公園造成総裁、韓中文化発展促進委員会総裁を務めた。2007年7月16日には良い社会のための参与市民団体が主催する『大韓民国清廉政治家大賞』に選定され、翌日授与式が行われた。また、同年12月には黄喜文化芸術振興会が主催する『黄喜丞相大賞』を受賞した。
晩年はソウル市内のコンテナハウスを経て原州市の息子宅に在住。2019年に持病により97歳で死去した。

## その他
- 江原道知事の歴任において、朴永禄は初めて民選によって選ばれた知事であった[4]。
- 1970年にドイツ訪問中にベルリンオリンピックスタジアムでの孫基禎の国籍刻字を「JAPAN」から「KOREA」に変えた[2]。
- 1980年に新軍部により不正蓄財人に指定され、20億ウォンの財産を没収された[2]。
- 政界を引退後、篤志家や実業家が良い住居を与えてくれる話もあったが断り[2]、コンテナハウスで妻と共に暮らしながらさまざまな社会活動を展開し、その様子から『清廉政治家』として報道媒体などに取り上げられた[5]。